# مندینگو (فیلم)
مَاندینگو (به انگلیسی: Mandingo) فیلمی است محصول سال ۱۹۷۵ و به کارگردانی ریچارد فلایشر است. در این فیلم بازیگرانی همچون جیمز میسون، سوزان جرج، پری کینگ، لیلیان هایمن، ریچارد وارد، براندا سایکس، کن نورتون، پال بندیکت، بن مسترز، دبی مورگان، سیلوستر استالونه ایفای نقش کرده‌اند.